# Oluf Gerhard Tychsen
Oluf Gerhard Tychsen, född den 14 december 1734 i Tønder (Slesvig), död den 30 december 1815 i Rostock, var en tysk orientalist, grundläggare av den arabiska numismatiken.
Tychsen studerade i Halle teologi och orientaliska språk, i synnerhet talmud och rabbinsk litteratur, och arbetade därefter någon tid som judemissionär i Danmark och Tyskland, men utan ringaste framgång. År 1763 utnämndes han till professor i orientaliska språk vid det nyinrättade universitetet i Bützow, förflyttades 1789 med detta till Rostock samt blev där samma år överbibliotekarie och 1813 universitetets vicekansler. Tychsen hade blivit utländsk ledamot av Vitterhetsakademien 1793. Genom mångsidig, men ofta sällsam litterär verksamhet spred han sitt rykte över hela Europa. Hans efterlämnade rika samlingar av orientaliska antikviteter, kuriosa och handskrifter inköptes av Rostocks universitet. Av hans många skrifter är följande de främsta: Bützowische Nebenstunden (6 band, 1766–1769), ett ännu värdefullt arbete för judisk historia och litteratur, Elementale arabicum (1792), Elementale syriacum (1793), Die Unechtheit der jüdischen Münzen (1779), Introductio in rem numariam mohammedanorum (1794, med Additamentum 1796), Taki-eddin Al-Makrizii historia monctæ arabicæ (1797). Han levnadstecknades av Anton Theodor Hartmann, Oluf Gerhard Tychsen (2 band jämte bilagor, 1818–1820).